# Ґочалковиці-Здруй
Ґочалковіце-Здруй (пол. Goczałkowice-Zdrój, нім. Bad Gottschalkowitz) — село в Польщі, у гміні Ґочалковиці-Здруй Пщинського повіту Сілезького воєводства. Єдиний населений пункт гміни.
Населення — 6566 осіб (2011).
У 1975-1998 роках село належало до Катовицького воєводства.

## Демографія
Демографічна структура станом на 31 березня 2011 року:
|          | Загалом | Допрацездатний вік | Працездатний вік | Постпрацездатний вік |
| -------- | ------- | ------------------ | ---------------- | -------------------- |
| Чоловіки | 3174    | 680                | 2131             | 363                  |
| Жінки    | 3392    | 638                | 2040             | 714                  |
| Разом    | 6566    | 1318               | 4171             | 1077                 |